# Carla Wellendorf
Carla Wellendorf, född 13 september 1878 i Köpenhamn, död 25 januari 1967 i Köpenhamn, var en dansk målare.
Hon var dotter till direktören Carl Wilhelm Lodberg och Laura Jørgensen och gift första gången 1900–1924 med direktören Carl Nielsen och andra gången 1924–1926 med direktören Axel Wellendorf. Hon studerade konst i Paris 1922–1932 och i New York 1933–1935. Separat ställde hon bland annat ut i New York, Philadelphia, Paris, Köpenhamn och på Galleri Aveny i Göteborg. Hon var bosatt i Sverige ett tiotal år under och efter andra världskriget och ställde då ut tillsammans med Olga Cronstedt och Tamara Wolkonsky på Galerie Moderne i Stockholm 1942. Hennes konst består av figurstudier, stilleben och landskapsskildringar utförda  i olja.